# Thysanopyga suffecta
Thysanopyga suffecta là một loài bướm đêm trong họ Geometridae.